# رفراف ديمبرافيك القزم
رفراف ديمبرافيك القزم (الاسم العلمي Ceyx margarethae)، نويع من رفراف مالوكو القزم ويتبع جنس مخيط الماء وفصيلة رفرافيات. موطنه وسط وجنوب الفلبين، موائله الأراضي الغابات الرطبة المنخفضة الشبه الاستوائية أو المدارية. قوته الحشرات. وهو فائق السرعة في انقضاضه على فرائسه كارصاصة.